# 9074 Yosukeyoshida
9074 Yosukeyoshida eller 1994 FZ är en asteroid i huvudbältet som upptäcktes den 31 mars 1994 av de båda japanska astronomerna Kazuro Watanabe och Kin Endate vid Kitami-observatoriet. Den är uppkallad efter Yosuke Yoshida.
Asteroiden har en diameter på ungefär 9 kilometer och den tillhör asteroidgruppen Erigone.